# 車公

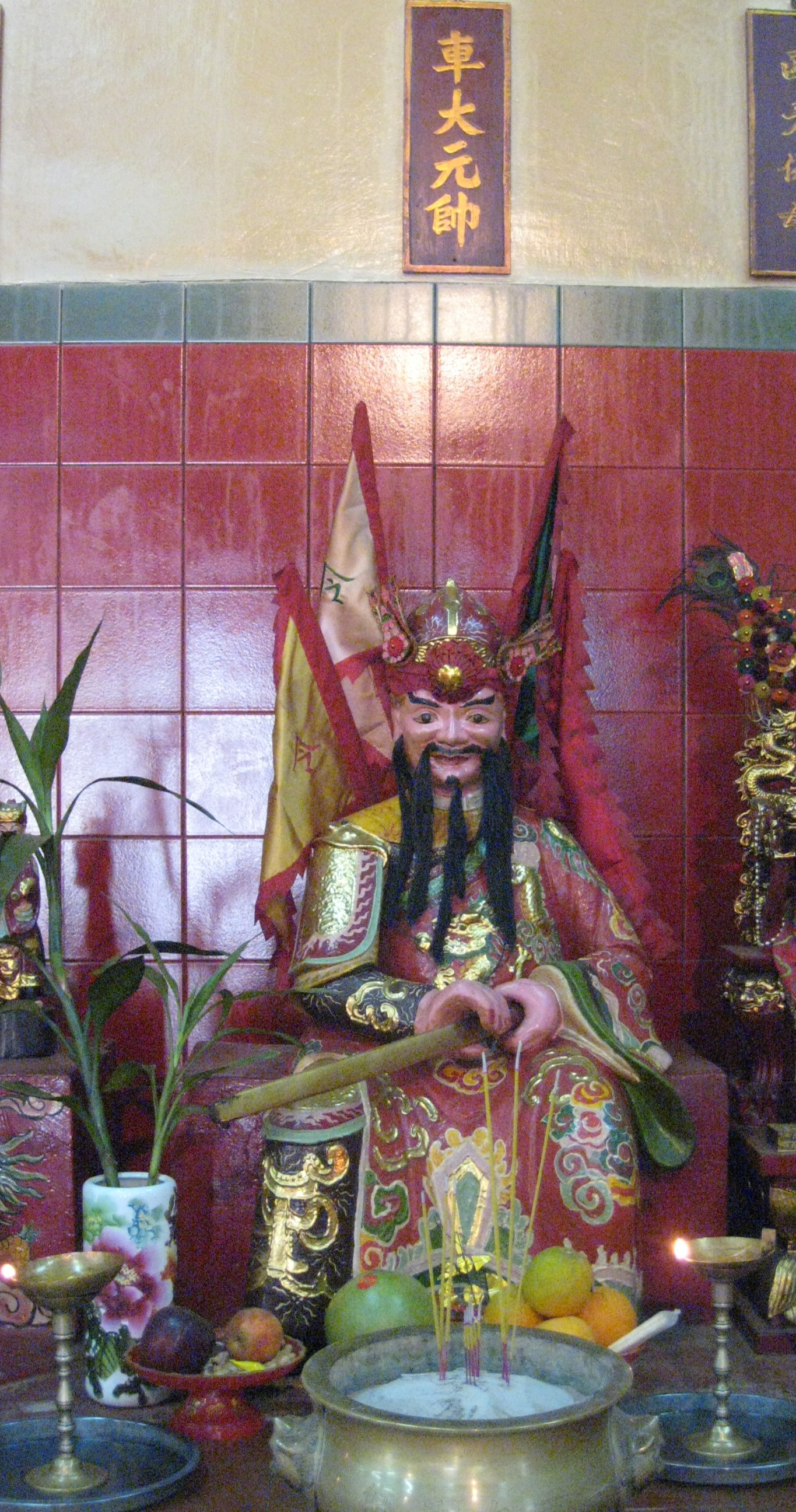
車公

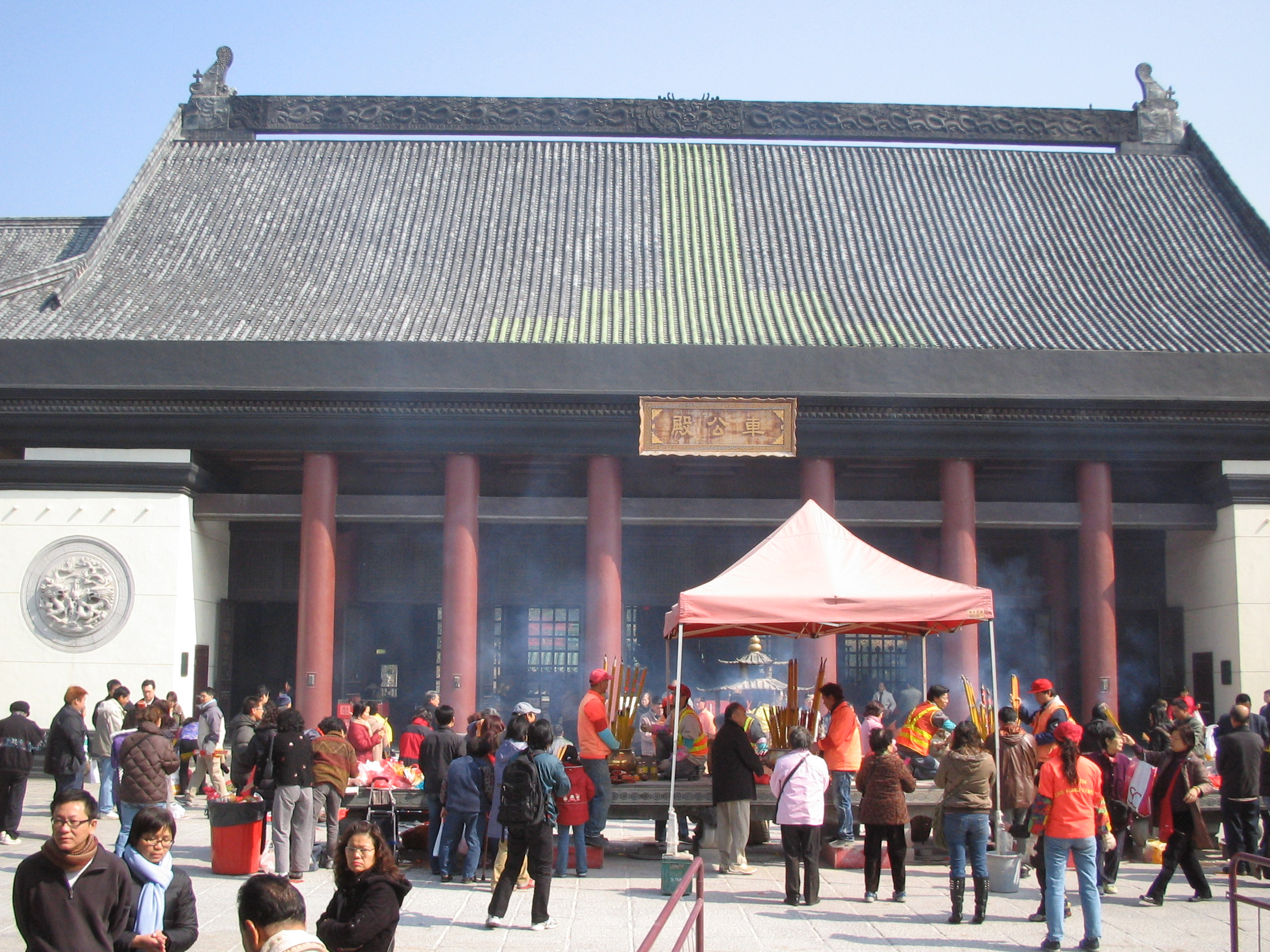
沙田大圍車公廟

車公，又稱車大元帥，（？年—？年），籍貫江西南昌五福，相傳車公是南宋末年的一名勇將，曾平定江南之亂有功。被天子敕封為大元帥。他是道教與中國民間信仰中的一個神祇，車公誕於每年正月初二。
南宋末年，蒙古大軍犯境，宋軍無力反抗，宋帝昺南下避難，由車公一直護駕到香港，駐守西貢時，在途中不幸病逝。鄉民為記念他生前精忠英勇，为其立祠，原祠位于西贡豪涌村口，為一座小廟。十九世纪末沙田区瘟疫爆发，有村民在其祠祈福，而瘟疫因除，故在沙田为其正式立廟，其後又獲香港道教奉為神明，在现廟后面位置建后方的一小廟。八十年代初政府出资為他立了更大的廟供奉，这是現在的廟，原廟改为家廟不再對公衆开放。在每年的農曆大年初二或大年初三，許多善信都會到沙田車公廟去轉風車、拜祭和祈福許願。

## 車公誕
車公誕正日為農曆正月初二，但由於正月初三稱為赤口，習俗不宜拜年，香港人多於初三才拜祭車公，除了上香及求籤外，亦會轉風車及打鼓祈求轉運，不少市民更會購買風車帶回家，祈求為新一年帶來好運。

### 香港政府農曆新年求籤活動
香港政府在港英時期，传统上由沙田鄉事委员集体即於新春車公誕時到沙田車公廟求籤，占卜來年香港運勢，在回归前十数年始有沙田政务官加入。这做法在回归後改由司长級官员出席，但在2003年因任命的「求籤官」是基督徒何志平而引爆港人熱議，何志平求得下籤，受到輿論非議，認為基督徒不相信道教神明，此種求籤是瀆神，同年香港因SARS疫症而百業蕭條，而政府推行香港基本法23條立法和梁錦松偷步買車避稅，更導致民怨沸騰，高達50多萬人參加七一遊行，向當局表達不滿。2004年起，香港政府官员不再出席，改回由乡议会主席劉皇發以新界鄉議局主席身份向車公求籤，詢問香港來年運勢。2004年至2015年間的農曆新年，劉皇發皆會並親自求籤、解籤，每年都成為香港傳媒的「新年新聞」。2016年劉皇發退休後，由其子劉業強以新界鄉議局主席身份求籤。

## 外部連結
- 車公誕-香港旅遊局 （页面存档备份，存于）